# Cheyenne Mountain
Cheyenne Mountain is een berg ten zuidwesten van Colorado Springs, Colorado. In de berg is het Cheyenne Mt. Space Force Station, beter bekend als NORAD (tegenwoordig Cheyenne Mountain Directorate) gevestigd. Het complex van 18.000 m² bevindt zich onder 600 meter graniet in het binnenste van de berg.